# Banca dell'Adriatico Tennis Cup 2013
Il Banca dell'Adriatico Tennis Cup 2013 è stato un torneo di tennis facente parte della categoria ATP Challenger Tour nell'ambito dell'ATP Challenger Tour 2013. È stata la 9ª edizione del torneo che si è giocata a San Benedetto del Tronto in Italia dall'8 al 14 luglio 2013 su campi in terra rossa e aveva un montepremi di €30,000+H.

## Partecipanti singolare

### Teste di serie
| Nazionalità | Giocatore             | Ranking* | Testa di serie |
| ----------- | --------------------- | -------- | -------------- |
| Portogallo  | João Sousa            | 106      | 1              |
| Stati Uniti | Wayne Odesnik         | 107      | 2              |
| Austria     | Andreas Haider-Maurer | 108      | 3              |
| Serbia      | Dušan Lajović         | 114      | 4              |
| Slovacchia  | Andrej Martin         | 149      | 5              |
| Francia     | David Guez            | 176      | 6              |
| Cile        | Jorge Aguilar         | 186      | 7              |
| Serbia      | Boris Pašanski        | 194      | 8              |

- Ranking al 24 giugno 2013.

### Altri partecipanti
Giocatori che hanno ricevuto una wild card:
- Daniele Giorgini
- Potito Starace
- Stefano Travaglia

Giocatori che sono passati dalle qualificazioni:
- Reda El Amrani
- Alessandro Giannessi
- Norbert Gombos
- Maxime Teixeira
- David Souto (lucky loser)

Giocatori che hanno ricevuto un entry come special exempt:
- Pere Riba
- Thomas Fabbiano

## Vincitori

### Singolare
Andrej Martin ha battuto in finale  João Sousa con il punteggio di 6–4, 6–3

### Doppio
Pierre-Hugues Herbert /  Maxime Teixeira hanno battuto in finale  Alessandro Giannessi /  João Sousa con il punteggio di 6–4, 6–3